# Даир-е Гячин

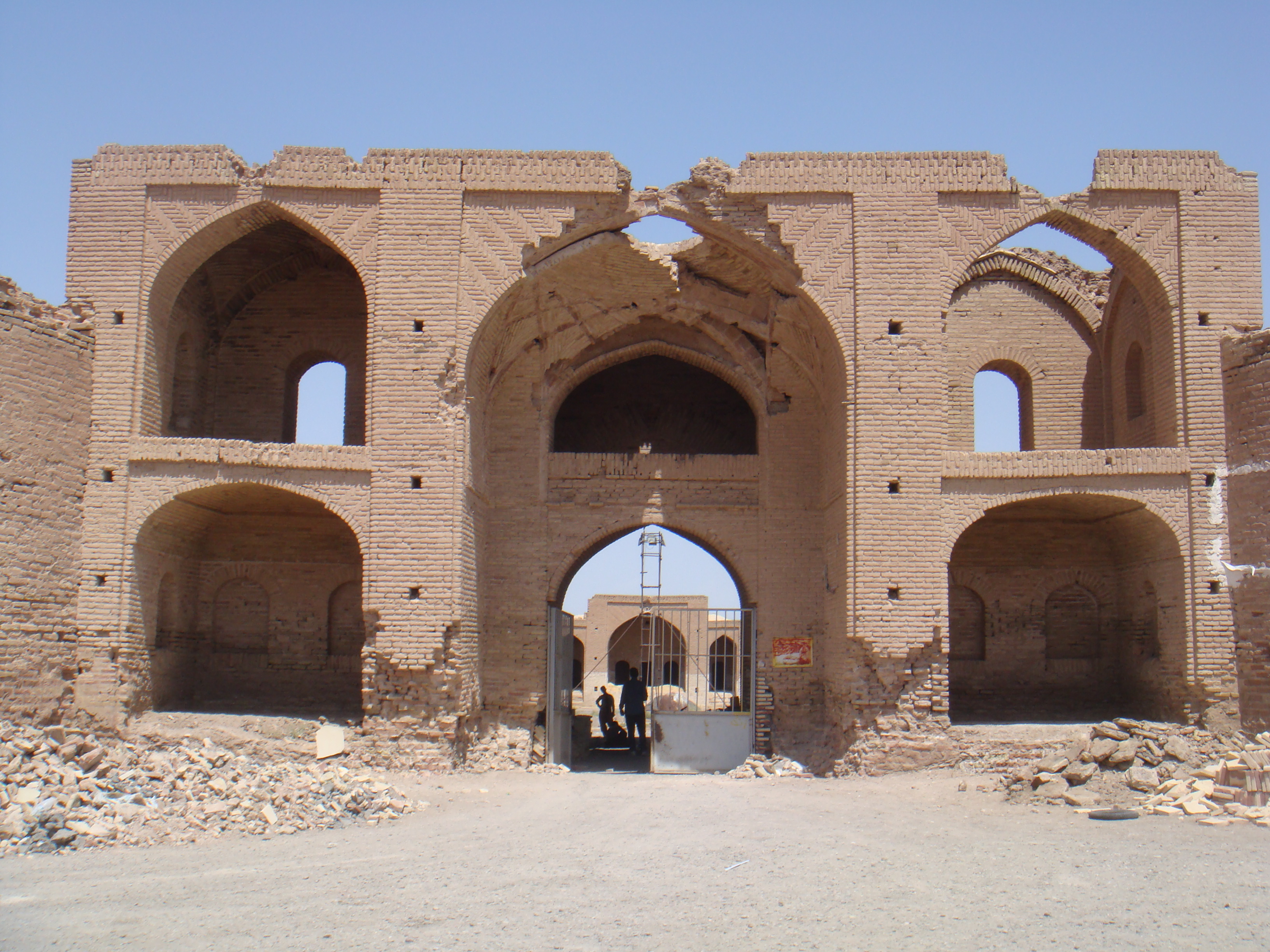
Ворота Даир-е Гячин

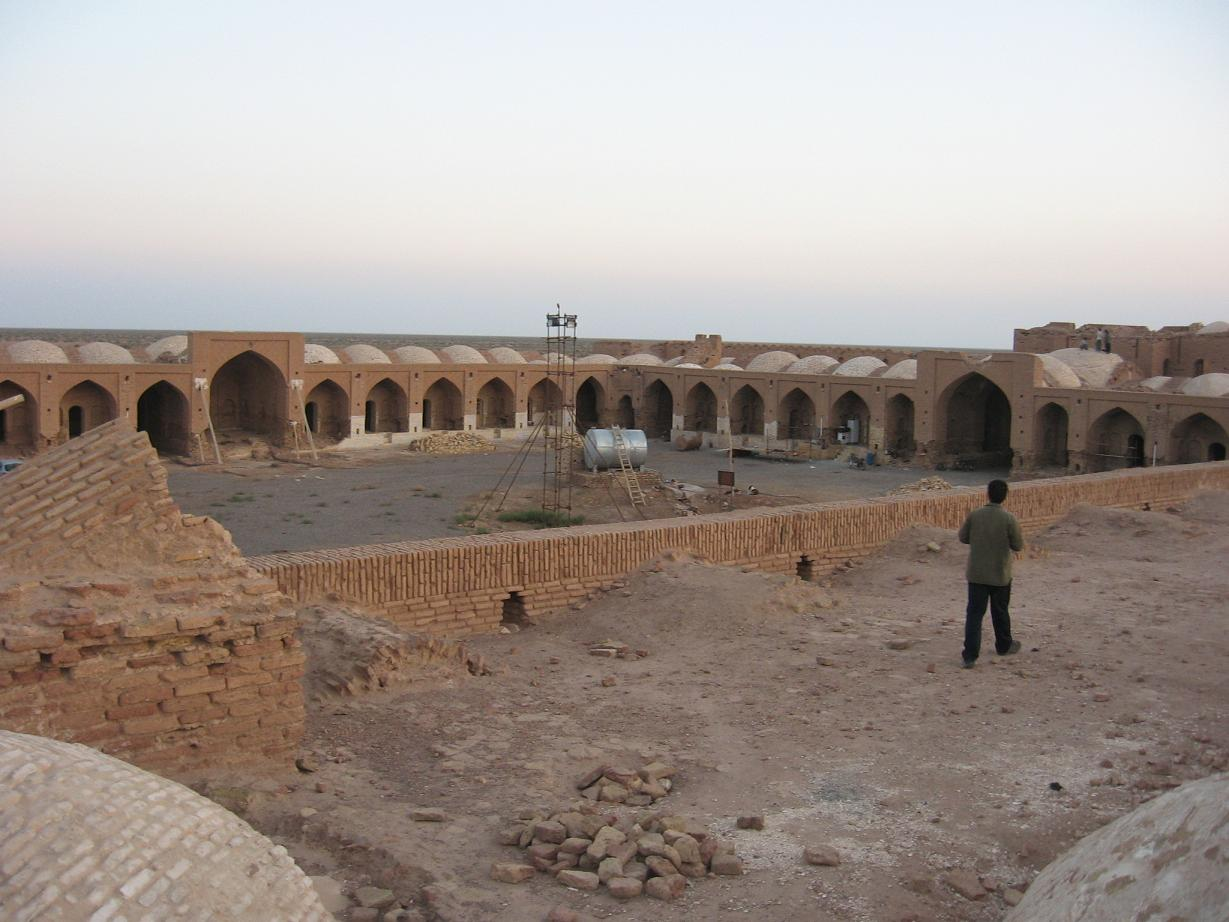
Внутренний двор караван-сарая

Даир-е Гячин (перс. دیرگچین‎, досл.: «гипсовый купол») — караван-сарай, расположенный в 35 км на юго-западе от крупного города Варамин, на маршруте древней дороги из Рея в Кум. Относится ко времени Сасанидов. В исламский период он несколько раз перестраивался, а в эпоху Сефевидов получил современный вид. Даир-е Гячин называется матерью иранских караван-сараев в том числе и потому, что в нём есть все, необходимое для путешественников: мечеть, мельница, опочивальня, баня, резервуар с водой. Даир-е Гячин из-за своей древности и исторической важности признан символом Ирана и в 2004 г. внесен в список памятников национальной культуры страны.

## Происхождение названия
По словам Щамса Кейса, «даир» в среднеперсидском языке означает купол, и это строение было названо Даир-е Гячин, так как в нём был купол из гипса («гяч»). Хотя раннеисламские географы Истахри и Ибн-Хаукаль и сообщают, что караван-сарай был построен из гипса и кирпича, в более древних текстах об этом ясно не говорится, и у современного здания тоже нет такого купола. Возможно, часть изначального здания была потом перестроена в мечеть, а ранее вместо неё и был купол. Однако по словам Шокухи, вероятно, для названия караван-сарая было выбрано слово «даир» в значении «место для остановки вне населенного пункта», что представляется также вероятным. Другие варианты названия: Даир-е Кордщир, Даиру-ль-Джас, Касру-ль-Джас, Даир-е Джас, Даир-е Гяч, Даир-е Кяджин (последнее, очевидно, арабизированная форма персидского названия) .

## История
Караван-сарай упоминается в работах самых ранних исламских географов. Истахри и Ибн-Хаукаль говорят о нём как об укреплении, выстроенной из обожженного кирпича и гипса, и упоминают, что внутри его стен имелся источник соленой воды, а вне стен — два хранилища с питьевой водой. Около караван-сарая был расположен и гарнизон, вероятно для защиты дорог между горами Кухи-Сиях на востоке и Кухи-Каркас на западе, которые, как писал Низаму-ль-Мульк, часто подвергались нападениям разбойников. В книге «Муджмалю-т-Таварих», собрании легенд и рассказов, написанном в начале XII в., Даир-е Гячин связывается с иранской мифологией, точнее — с местом, на котором змей убил Бахмана, легендарного иранского правителя, который упоминается в «Шахнаме» Фирдоуси.
Абу-Долаф, Якут, Казвини и Баласани строительство караван-сарая приписывают сасанидской династии (III—VII вв.), первые три историка сообщают, что он построен во время правления Ардашира I (правил в 224—240 гг.), а, скажем, Баласари (или Куми) приписывает строительство Хосрову I Ануширвану (правил в 531—579 гг.). Из-за разногласий в датировке раннеисламских географов современные специалисты предполагают, что караван-сарай был построен в начале III в. н. э., и обновлен в середине VI века.
В исламский период караван-сарай обновляли ещё по крайней мере два раза: вначале — во время правления сельджукского султана Ахмада-Санджара (правил в 1118—1157 гг.), чей визирь Абу-Насер Ахмад Кящи получил задание поправить дорогу между Реем и Кумом, а также перестроить соседнее село Кяджа, а потом — в период правления Сефевидов. Тогда большинство старых сводов было заменено на новые. Сефевидские строительные интервенции можно определить по использованию кирпичей меньшего размера (25 x 25 x 5 см), чем сасанидские, которые имели размер 36 x 36 x 8 см. Большое количество древних кирпичей было оставлено в непосредственной близости от караван-сарая и впоследствии использовано для строительства соседних объектов.
В течение XIX в. Даир-е Гячин теряет свое значение из-за быстрой модернизации иранской транспортной инфраструктуры и в последующие 100 лет полностью брошен. Историческая ценность комплекса была впоследствии признана, а в 2007 г. караван-сарай и прилегающий к нему район были объявлены Национальным парком Кявир. В том же году начался и процесс постепенной реставрации, на которую каждый год выделяется от 70 до 100 тысяч долларов, с целью чтобы караван-сарай в течение 2010-х гг. превратить в туристический центр и место для проведения культурных мероприятий.